# Cirque des Fonts
Le cirque des Fonts ou cirque des Fonds est un cirque naturel de type glaciaire situé dans le massif du Giffre, dans les Alpes, sur la commune de Sixt-Fer-à-Cheval, en Haute-Savoie. Dominé par le mont Buet, il abrite la source du Giffre des Fonts.